# Eduardo Charme Aguirre
Eduardo Benjamín Charme Aguirre (7 de febrero de 1963-Santiago, 7 de abril de 2016) fue un abogado chileno. Se desempeñó como director del Servicio Electoral entre 2014 y 2016.

## Biografía
Nació en 1963 en el matrimonio entre Eduardo Charme Montt y Beatriz Aguirre Nugent. Fue bisnieto del ministro del Interior y presidente del Senado, Eduardo Charme Fernández.
Estudió Derecho en la Pontificia Universidad Católica de Chile. Se especializó en derecho administrativo y gobierno corporativo.
Desempeñó cargos en diversas reparticiones públicas: Sistema de Empresas del Estado; jefe de División de Concesiones en la Subsecretaría de Telecomunicaciones; y como abogado jefe de Oficina de la Corporación de Asistencia Judicial del Ministerio de Justicia.
En agosto de 2014 fue elegido como director del Servicio Electoral por su Consejo Directivo. Durante su gestión se sentaron las bases de la institucionalidad y autonomía que adquirió el servicio tras la reforma electoral de 2015.
Falleció en la madrugada del 7 de abril de 2016, debido a complicaciones de un cáncer que se había diagnosticado.